# Ляшко, Анатолий Дмитриевич
Анатолий Дмитриевич Ляшко (03.08.1930-26.11.2008) — российский математик, доктор физико-математических наук, профессор (1975), заслуженный деятель науки РФ (1997).
Родился 03.08.1930 в г. Геленджик Краснодарского края.
Окончил среднюю школу в Чебоксарах, физико-математический факультет Казанского государственного университета (1953)и аспирантуру Казанского государственного педагогического института (1956). В 1959 г. защитил кандидатскую диссертацию на тему «О приближенном решении линейных задач методами типа Галеркина», научный руководитель профессор Б. М. Гагаев.
С 1956 г. работал в Казанском государственном университете, сначала на кафедре математического анализа (ассистент, с 1961 доцент), с 1965 г. — на кафедре вычислительной математики: доцент, профессор, заведующий кафедрой (1978—1998), с 1998 г. профессор кафедры. С 1980 г. — научный руководитель организованной им научно-исследовательской лаборатории «Численные методы математической физики».
В 1974 г. защитил докторскую диссертацию:
- Разностные схемы для квазилинейных эллиптических и параболических уравнений : диссертация ... доктора физико-математических наук : 01.01.07. - Казань, 1973. - 267 с.

В 1976 г. утверждён в звании профессора.
Заслуженный деятель науки РФ (1997).
Умер 26.11.2008 в Казани.
Сочинения:
- Разностные схемы для задач фильтрации с предельным градиентом : Учеб.-метод. пособие / А. Д. Ляшко, М. М. Карчевский, М. Ф. Павлова. - Казань : Изд-во Казан. ун-та, 1985. - 121 с. : ил.; 20 см.
- Однородные разностные схемы [Текст] : (Учеб.-метод. пособие) / М. М. Карчевский, А. Д. Ляшко ; Казанский гос. ун-т им. В. И. Ульянова-Ленина. - Казань : [б. и.], 1969. - 51 с.; 20 см.
- Методы вычислений: численные методы решения дифференциальных уравнений : Учеб.-метод. пособие / М. М. Карчевский, А. Д. Ляшко, М. Ф. Павлова. - Казань : Изд-во Казан. ун-та, 1990. - 122,[3] с. : ил.; 20 см.; ISBN 5-7464-0319-9
- О сходимости методов типа Галеркина // Доклады АН СССР. 1958. Т. 120, № 2;
- О некоторых вариантах метода Галёркина-Крылова // Доклады АН СССР. 1959. Т. 128. № 3;
- Метод прямых для квазилинейных эллиптических уравнений // Дифференциальные уравнения. 1972. Т. 8. № 5;
- А. Д. Ляшко, «Разностные схемы для квазилинейных эллиптических уравнений любого порядка», Изв. вузов. Матем., 1973, 9, 46-53
- О корректности нелинейных двухслойных операторно-разностных схем // Доклады АН СССР. 1974.
- Об исследовании проекционного метода для вырождающихся нестационарных уравнений // Дифференциальные уравнения. 2002. Т. 38. № 7.